# Gotthilf Hagen

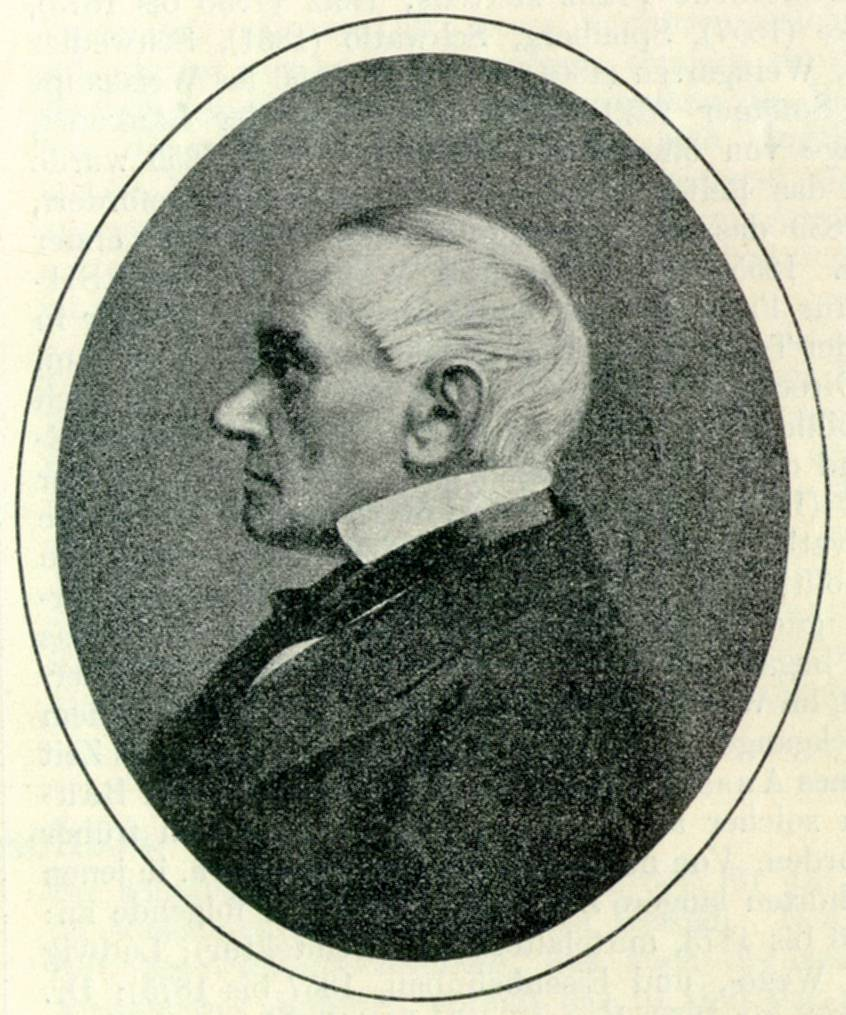
Gotthilf Hagen

Gotthilf Heinrich Ludwig Hagen (Koningsbergen, 3 maart 1797 - Berlijn, 3 februari 1884) was een Duits ingenieur die verdienstelijk is geweest op het gebied van de vloeistofmechanica, de waterbouwkunde en de kansrekening.
Hij is vooral bekend door de Wet van Hagen-Poiseuille die naar Poiseuille en hem werd vernoemd.